# Blangerval-Blangermont
Blangerval-Blangermont település Franciaországban, Pas-de-Calais megyében. Lakosainak száma 93 fő (2022. január 1.). Blangerval-Blangermont Guinecourt, Linzeux, Monchel-sur-Canche, Conchy-sur-Canche, Fillièvres, Flers és Héricourt községekkel határos.

## Népesség
A település népességének változása:
| Lakosok száma | 107  | 117  | 113  | 106  | 101  | 98   | 94   | 91   | 93   |
|               | 2013 | 2015 | 2016 | 2017 | 2018 | 2019 | 2020 | 2021 | 2022 |